# Medeea (cartier în Constanța)
Medeea este un cartier de la periferia Constanței. Cartierul se întinde între Podul IPMC și Podul de la Butelii având ca vecini cartierul CET (în est) și Brătianu (în nord).
Este un cartier format dintr-un amalgam de etnii: români (daco- și macedo-), turci, greci, rromi, bulgari, tătari.